# Spinnenblume
Die Spinnenblume oder Spinnenpflanze (Tarenaya hassleriana (Chodat) H.H.Iltis, Syn.: Cleome hassleriana Chodat, Cleome spinosa hort. non Jacq., Cleome pungens Willd., Cleome gigantea hort. non L.) ist eine Pflanzenart innerhalb der Familie der Cleomaceae, die gärtnerisch meist für die nicht kultivierte Tarenaya spinosa gehalten wird. Die Trivialnamen leiten sich aus den langen, abstehenden Staubfäden ab, welche an Spinnenbeine erinnern. Die Heimat ist Südamerika.

## Beschreibung

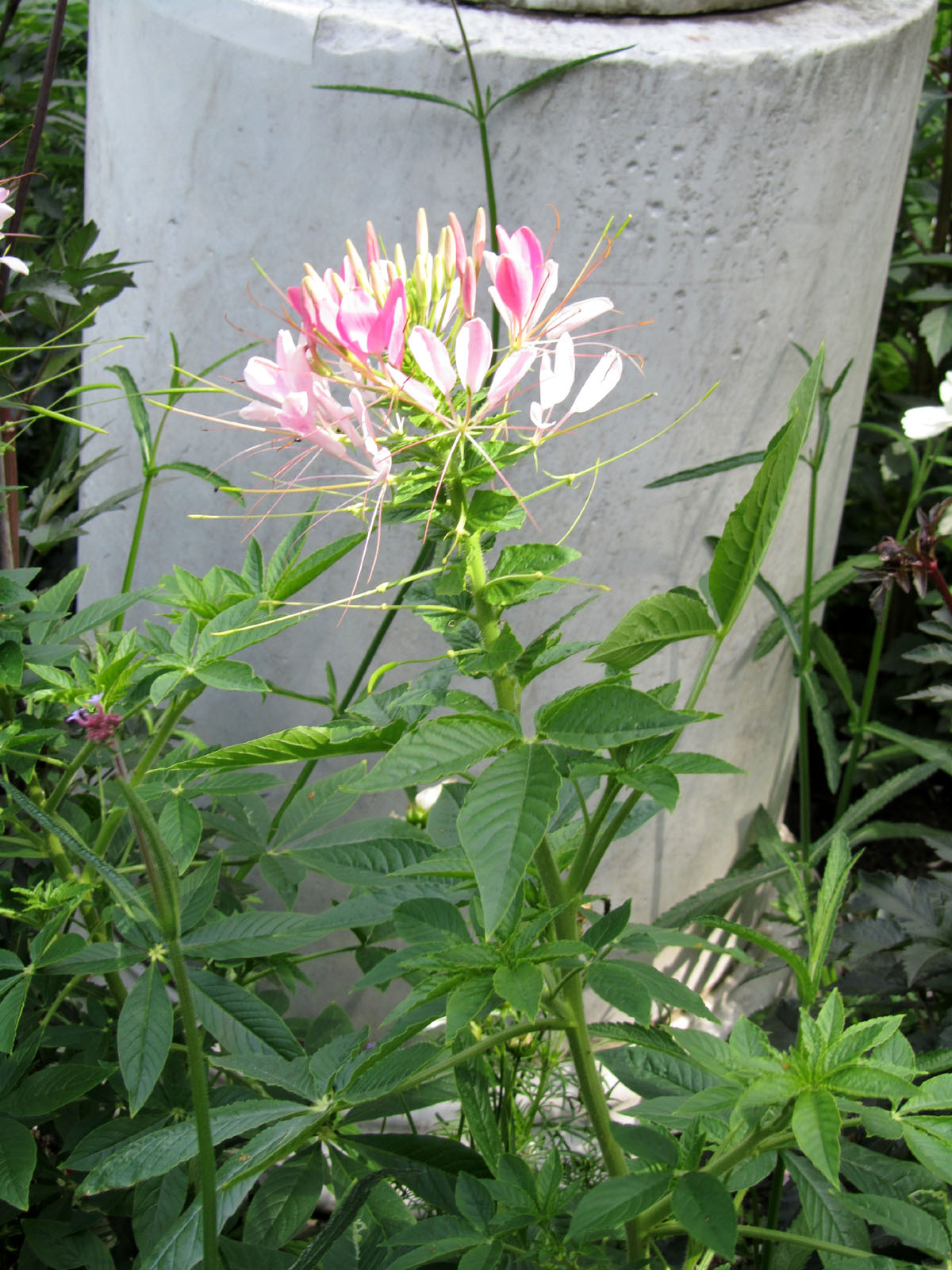
Eine Sorte der Spinnenblume

### Vegetative Merkmale
Tarenaya hassleriana ist eine ausdauernde krautige Pflanze, die als einjährige Pflanze kultiviert wird und Wuchshöhen von meist 80 bis 100, selten bis zu 150 Zentimetern erreicht. Die Pflanzen bilden basal mehrere unverzweigte, leicht bedornte Stängel.

### Generative Merkmale
Die Blütenzeit reicht von Juli bis Oktober. In endständigen traubigen Blütenständen stehen viele Blüten zusammen. Die Blüten sind zwittrig. Die Blütenfarben der Sorten reichen von weiß über rosafarben bis rot.

## Vorkommen
Das Verbreitungsgebiet liegt in Südamerika in Bolivien, Paraguay, Brasilien und Argentinien. Sie kommt aber in den Vereinigten Staaten, in Mexiko und auf karibischen Inseln als Neophyt vor.

## Systematik
Die Systematik dieser Verwandtschaftsgruppe wird kontrovers diskutiert. Die Großgattung Cleome s. l. wird seit 2008 teils in Kleingattungen aufgespalten, was teilweise ihrer Heterogenität wegen Vorteile bringt, teilweise zu einigen sehr ähnlichen, für Laien nicht unterscheidbaren Gattungen führt, weswegen verbreitet an der Großgattung Cleome s. l. festgehalten wird.
Die Gattung Tarenaya Raf. besteht aus 33 Arten, darunter Tarenaya hassleriana und Tarenaya spinosa.

## Nutzung
Die Sorten der Spinnenblume gedeihen als Zierpflanzen am besten an vollsonnigen Standorten auf warmen, wasserdurchlässigen Böden. Man kann sie an windgeschützten Standorten einzeln, an windgefährdeten Stellen in Gruppen pflanzen.

### Sorten
Es existieren mehrere Sorten, die sich in den Blütenfarben unterscheiden. Neben Tarenaya hassleriana wird anscheinend auch häufiger Cleoserrata (Cleome) speciosa kultiviert, die sich durch das Fehlen von Stipulardornen (Gattungsmerkmal dieser primitivsten Cleomaceaegattung) unterscheidet, sonst aber Tarenaya hassleriana weitgehend gleicht. Die Sorte ‘Inncleosr’, bekannter unter der Trademark ‘Senorita Rosalita’, gehört ebenfalls in die Gattung Cleoserrata. Da sie steril ist, können evtl. die familienuntypisch kurzen Staubblätter ebenfalls eine züchtungsbedingte Degeneration sein. Es handelt sich um eine Hybride von Cleome speciosa. Unter der Trademark ‘Fesche Fanny’ wurde diese Sorte zur bayerischen Balkonpflanze des Jahres 2008 gekürt.